# Bartolomějské hody (Holásky)
Bartolomějské hody v Holáskách jsou tradiční společenskou událostí obce. Konají se pravidelně koncem srpna o víkendu kolem svátku svatého Bartoloměje. Jejich součástí bývají předhodová zábava, krojované zvaní obyvatel, polní mše svatá, průvod krojovaných a hodová zábava. Událost organizují holásečtí dobrovolní hasiči.

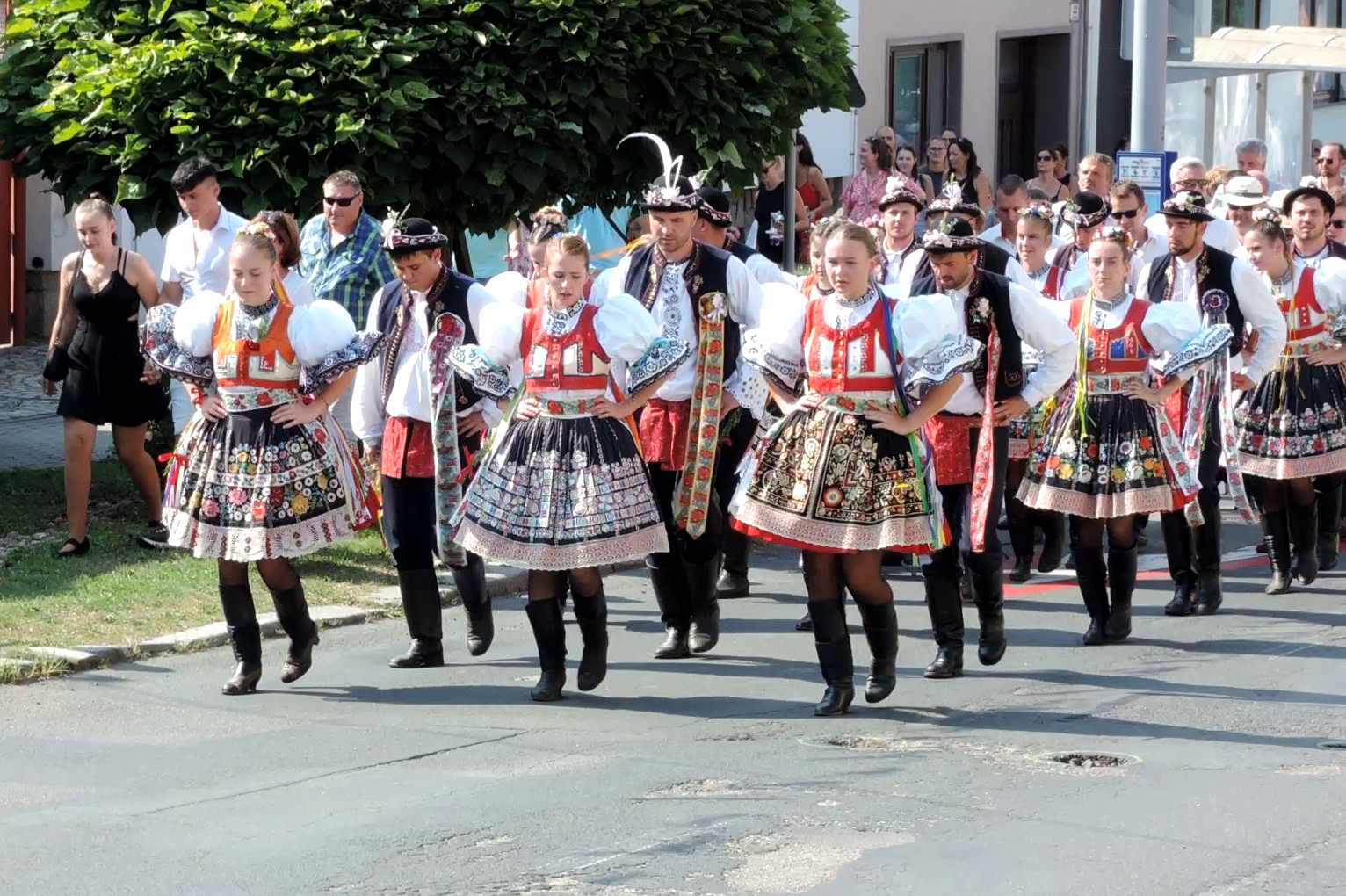
Bartolomějské hody v Holáskách

Bartolomějské hody vznikly jako lidová veselice, oslavující poválečný mír a osamostatnění Československa v roce 1918. První hody byly jednodenní a konaly se 24. srpna 1919. Dobový plakát zval na tento program: průvod s banderiem, národní tance, hody pod májí; jako atrakce uvádí bufet, žertovnou poštu a dobrovolnou loterii; na programu večera byl od 20. hodiny ohňostroj a taneční vínek.
V dalších letech se Bartolomějské hody pravidelně opakovaly. První přerušení tradice přišlo v letech druhé světové války. Hody jako událost oslavující svobodu byly zakázány. Po válce hody na přerušenou tradici navázaly. Další přerušení přinesl rok 1968 – jen těsně před konáním hodů vpadla do Československa okupační vojska Varšavské smlouvy. V dalších letech byly hody opět obnoveny, avšak potíže bývaly s termínem konání – kolidoval s výročími vpádu okupantů – hody bývaly později, až začátkem září.
| „                                  | Neděle 25. srpna bez obvyklých Bartolomějských hodů, je skutečně podobná neděli v době německé okupace. Na vesnici klid, úplně mrtvo. Lidé již pátý den poslouchají vysílání „legálního rozhlasu“. | “ |
| — 1968 – dochované zprávy o hodech | |   |

| „                                  | Bartolomějské hody se konaly v naší obci i s polní mší u kapličky a to až 7. září, neboť zasáhly opět výroční dny minulého srpna a na mnoha místech naší republiky byly nepokoje. Hody probíhaly zdařile za účasti krojované mládeže. | “ |
| — 1969 – dochované zprávy o hodech | |   |

Místem hodů bývala původně holásecká náves – i v tamější hospodě, několikrát v Háječku za ulicí Rolencovou a konečně – natrvalo od začátku 90. let – na hřišti V Pískách.
Bartolomějské hody bývají od roku 2002 třídenní. V pátek se koná předhodová zábava, v sobotu zvou krojovaní stárci na hody a účastní se hodové zábavy, v neděli se slaví polní mše svatá a po obědě následuje krojovaný průvod Holáskami, na nějž navazuje zábava pod májí.
Hodová mše svatá se nejdříve slavila u holásecké kapličky v ulici Požární. Od roku 1971 se konala v tuřanském kostele a od roku 1990 jako polní mše na hřišti.
| „                                  | Bartolomějské hody pořádají požárníci ve dnech 26. a 27. srpna. Mše u kapličky se nekoná pro zvýšený dopravní ruch v důsledku uzavření silnice mezi Chrlicemi a Tuřany... Přes naši obec je v této době skutečně značný dopravní provoz, který ještě vázne liknavým uvolňováním železničních závor... | “ |
| — 1972 – dochované zprávy o hodech | |   |

Krojovaní využívají kyjovský kroj. Původní holásecký kroj býval podobný chrlickému kroji.
Hody organizují nejméně od roku 1927 holásečtí dobrovolní hasiči. V době konání hodů bývají samosprávou městské části stanoveny odchylky v určení doby nočního klidu (v roce 2020 to bylo od 2:00 do 6:00).

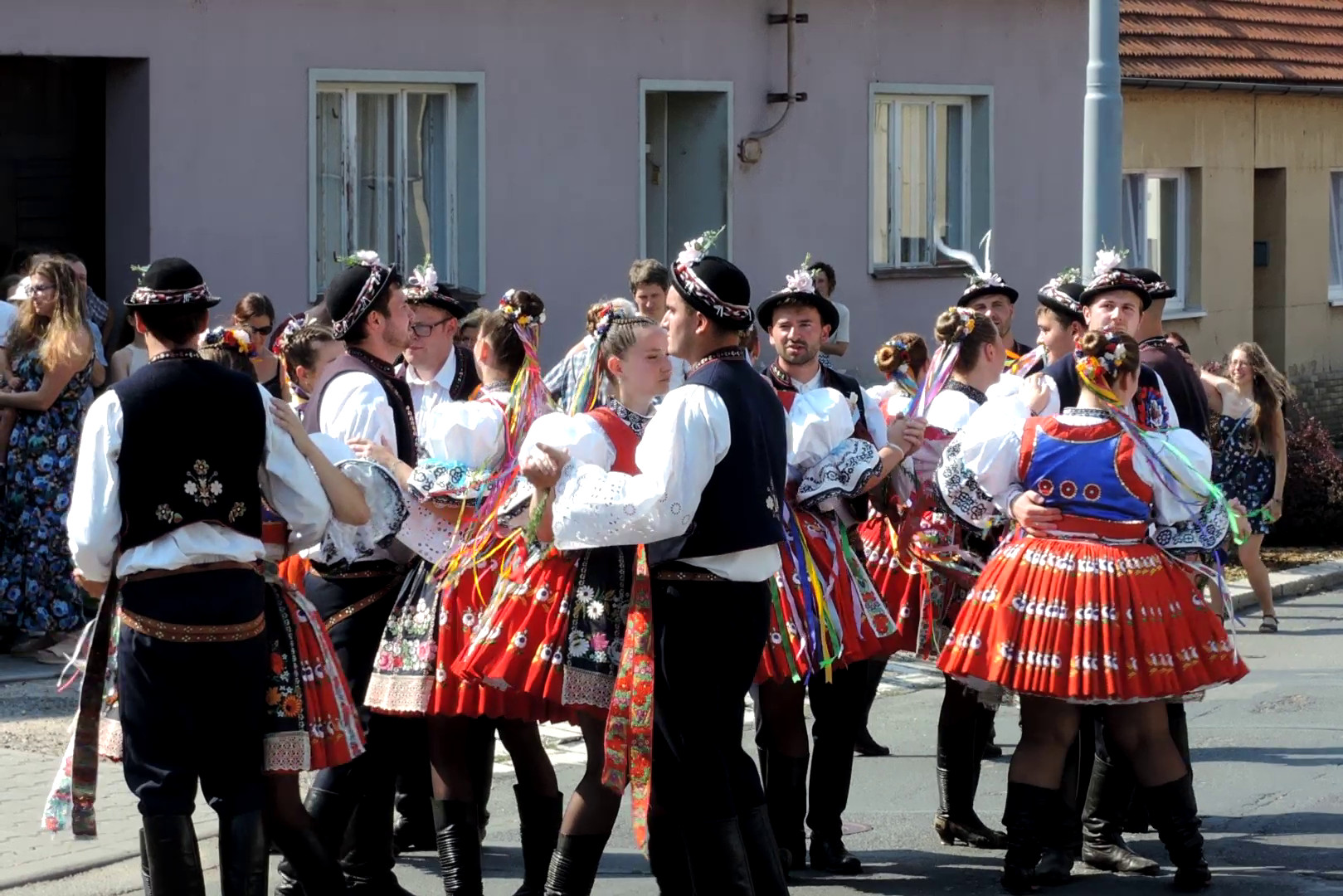
Tanec na návsi
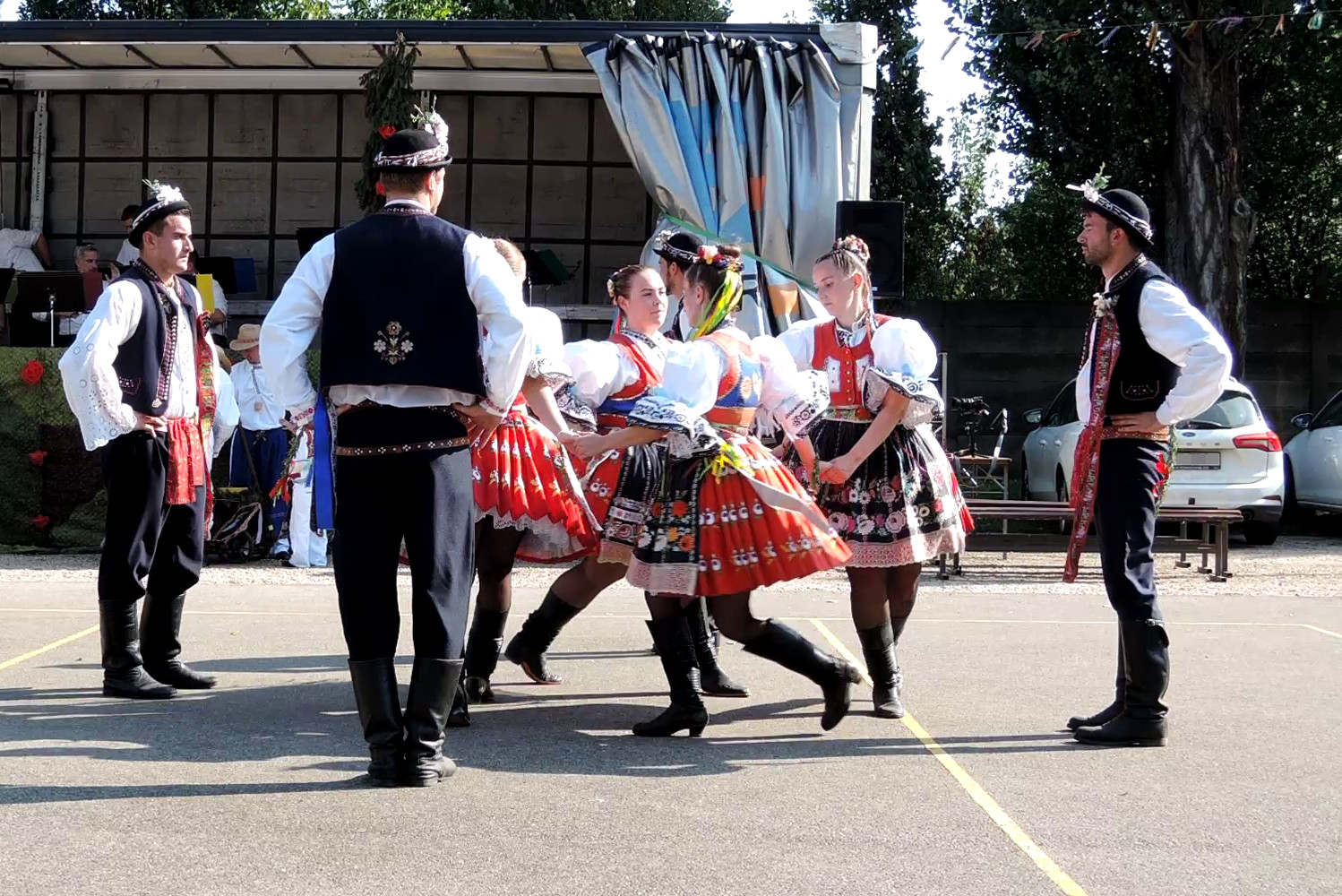
Tanec na hřišti
- Mája na hřišti